# Айяри, Ясин
Ясин Аббас Айяри (швед. Yasin Abbas Ayari; род. 6 октября 2003, Швеция) — шведский футболист, полузащитник английского клуба «Брайтон энд Хоув Альбион», выступающий на правах аренды за «Блэкберн Роверс», и сборной Швеции.

## Клубная карьера
Начал заниматься футболом в шестилетнем возрасте в школе клуба «Росунда». Спустя три года перешел в академию АИК, где стал выступать за различные юношеские команды. В 2018 году с командой до 15 лет стал победителем чемпионата Швеции. В 2020 году стал привлекаться к тренировкам с основной командой и в середине июля впервые попал в заявку клуба на игру с «Сириусом». 6 декабря дебютировал в Аллсвенскане за АИК. Айяри вышел в стартовом составе в матч заключительного тура чемпионата с «Эльфсборг», став первым футболистом АИК 2003 года рождения, вышедшем на поле в официальном матче. Не отметившись результативными действиями, на 60-й минуте уступил место Эбенезеру Офори.

## Карьера в сборной
В апреле 2018 года дебютировал в юношеской сборной Швеции на товарищеском турнире в Бельгии. Айяри принял участие в двух матчах. В заключительной игре со сборной Чехии он забил гол, однако, это не спасло его команду от третьего поражения на турнире.

## Личная жизнь
Младший брат, Таха, также профессиональный футболист.

## Статистика выступлений

### Клубная статистика
| Выступление      | Выступление      | Выступление      | Лига | Лига | Кубки | Кубки | Конт. кубки | Конт. кубки | Итого | Итого |
| Клуб             | Лига             | Сезон            | Игры | Голы | Игры  | Голы  | Игры        | Голы        | Игры  | Голы  |
| ---------------- | ---------------- | ---------------- | ---- | ---- | ----- | ----- | ----------- | ----------- | ----- | ----- |
| АИК              | Аллсвенскан      | 2020             | 1    | 0    | 0     | 0     | 0           | 0           | 1     | 0     |
| АИК              | Итого            | Итого            | 1    | 0    | 0     | 0     | 0           | 0           | 1     | 0     |
| Всего за карьеру | Всего за карьеру | Всего за карьеру | 1    | 0    | 0     | 0     | 0           | 0           | 1     | 0     |